# IC 419
IC 419 је четворострука звијезда у сазвјежђу Кочијаш која се налази на листи објеката дубоког неба у Индекс каталогу.
Деклинација објекта је + 30° 7' 5" а ректасцензија 5h 30m 52,0s.